# Lycosa phipsoni leucophora
Lycosa phipsoni là một phân loài nhện trong họ Lycosidae.
Loài này thuộc chi Lycosa. Lycosa phipsoni leucophora được Tord Tamerlan Teodor Thorell miêu tả năm 1887.